# Fourneaux-le-Val
Fourneaux-le-Val ist eine französische Gemeinde mit 154 Einwohnern (Stand: 1. Januar 2022) im Département Calvados in der Region Normandie. Sie gehört zum Arrondissement Caen und zum Kanton Falaise.

## Geografie
Fourneaux-le-Val liegt rund sechseinhalb Kilometer südwestlich von Falaise und grenzt im Süden an das Département Orne. Umgeben wird die Gemeinde von Saint-Martin-de-Mieux im Norden und Nordosten, Cordey im Osten, dem Gebiet Bazoches-au-Houlmes im Südosten, Süden und Südwesten, Les Loges-Saulces im Westen sowie Les Loges-Saulces in nordwestlicher Richtung.

## Bevölkerungsentwicklung
| Jahr                             | 1793 | 1836 | 1876 | 1926 | 1946 | 1968 | 1990 | 2016 |
| Einwohner                        | 300  | 248  | 205  | 163  | 135  | 149  | 183  | 160  |
| Quelle: Cassini, EHESS und INSEE |      |      |      |      |      |      |      |      |

## Sehenswürdigkeiten

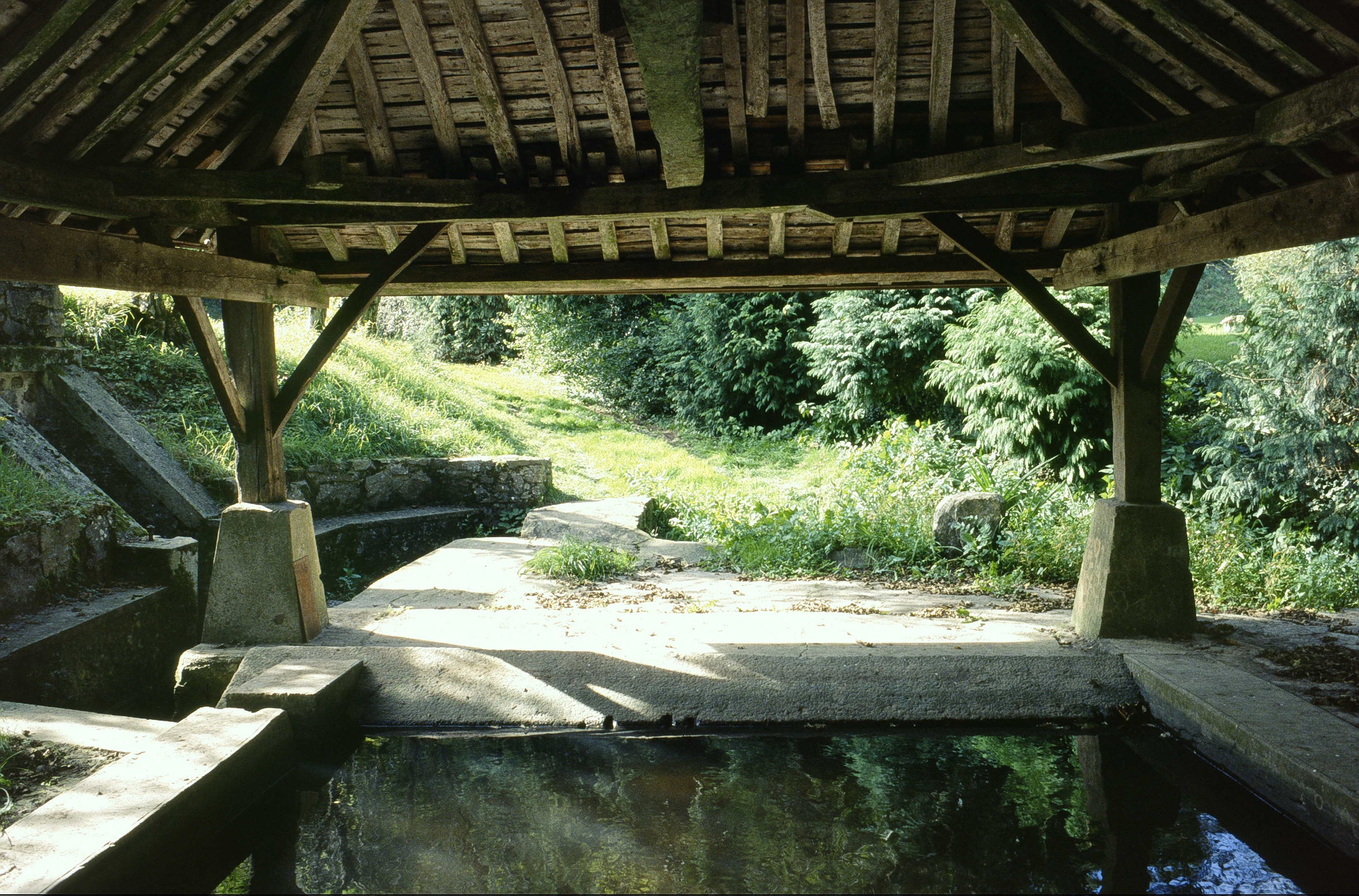
Waschhaus

- Lavoir (Waschhaus) aus dem 19. oder 20. Jahrhundert, als Kulturerbe klassifiziert[2]